# Adenanthos sect. Eurylaema
Adenanthos sect. Eurylaema es una sección taxonómica del género de plantas con flor Adenanthos, (Proteaceae). Comprende cuatro especies, todas ellas endémicas del sudoeste de Australia Occidental.

## Descripción
La sección se caracteriza por la presencia de flores en las que el estambre en la parte posterior del estilo es estéril y el extremo del estilo es amplio y aplanado.

## Taxonomía
La sección fue descrita y publicada por primera vez por George Bentham en el quinto volumen de 1870 de su obra emblemática Flora Australiensis. Bentham enumeró varios caracteres de diagnóstico para la especie, incluyendo el tubo periánico doblado y dilatado; la esterilidad de una de las cuatro anteras; el extremo de estilo ancho y aplanado; hojas planas y enteras; y flores axilares. No dio una etimología para el epíteto Eurylaema, pero Ernest Charles Nelson afirma que proviene de eurys ("ancho") y laemos ("cuello"), refiriéndose al tubo perianto dilatado. Bentham tampoco designó una especie tipo para la sección; Nelson ha definido desde entonces que A. obovatus es su lectotipo.
Cuando fue publicado por Bentham en 1870, A. sect. Eurylaema comprendía solo dos especies, A. barbigera (ahora A. barbiger) y A. obovata (ahora A. obovatus). Cuatro años más tarde, Ferdinand von Mueller publicó A. detmoldii, refiriéndose a esta sección.
En 1978, Nelson publicó una revisión taxonómica exhaustiva de Adenanthos. Mantuvo a A. sect. Eurylaema, sin hacer ningún cambio en su circunscripción, pero descartó muchos de los caracteres de diagnóstico de Bentham, conservando solo la antera estéril y la forma del extremo de estilo. Al año siguiente, Nelson describió formalmente y nombró a A. × pamela, un híbrido natural de A. detmoldii y A. obovatus. A pesar de que ambos padres pertenecían a esta sección, inicialmente no le asignó el híbrido; sin embargo, lo hizo en su tratamiento de 1995 de Adenanthos para la serie de monografías Flora of Australia.
La ubicación y circunscripción de A. sect. Eurylaema en el arreglo de Nelson de Adenanthos puede resumirse a continuación:
Adenanthos
A. sect. Eurylaema
A. detmoldii
A. barbiger
A. obovatus
A. × pamela
A. sect. Adenanthos (29 especies, 8 subespecies)

## Distribución y hábitat
Las cuatro especies de A. sect. Eurylaema son endémicas del suroeste de Australia Occidental.